# 卢元明
卢元明（？—？），字幼章，范阳郡涿县（今河北省涿州市）人，出自范阳卢氏北祖第三房，北魏、东魏官员。

## 生平
卢元明博览群书，兼有文辞和义理，风度神采安闲自在光彩照人，进退举止可观。永安初年，长兼尚书令、临淮王元彧非常喜爱卢元明，等到元彧开设幕府，引荐卢元明兼任属官，仍然统领部曲。魏孝武帝元修登基，卢元明担任郎官有礼，封城阳县子，升任中书侍郎。永熙末年，卢元明居住在洛阳东部的缑山，于是在那里写下了《幽居赋》。当时卢元明的朋友王由居住在颍川，卢元明忽然梦见王由带酒来与自己告别，赋诗作为赠礼。到天亮时，卢元明回忆起诗中的十个字“自兹一去后，市朝不复游。”卢元明叹息说：“王由天性不媚俗，寄旅人世，才有现在的梦，诗又如此，一定有其他的缘故。”过了三天，果然听说王由被乱兵杀死。探寻王由死的那天，就是卢元明做梦的晚上。
天平年间，卢元明兼任吏部郎中，担任李谐的副手出使南梁，南梁人称赞他。卢元明返回后，出任书右丞，转任散骑常侍，督察起居注。卢元明常年在史馆，丝毫不留心工作，又兼任黄门郎、幽州大中正。
卢元明善于把自己摆在很高的地位，不随便交往，饮酒赋诗时，高兴就流连忘返。卢元明秉性喜好玄理，撰写了史部子部杂论几十篇，各种文中另有集录。年轻时，卢元明曾经从故乡返回洛阳，途中遇到相州刺史、中山王元熙，元熙是博学多识的人，见到卢元明后赞叹说：“卢郎有如此的风采神韵，只需要诵读《离骚》，酌饮美酒，自然就可以成为贤士良才。”元熙留下卢元明几天，赠送丝绸和马匹而告别。卢元明前后三次娶妻，第二任夫人荥阳郑氏与自己哥哥的儿子卢士启淫乱，卢元明不能与她分离断绝。卢元明又喜好炫耀自己的家世地位，当时的舆论因此贬低他。

## 其他
李神俊希望娶郑严祖的妹妹时，卢元明也去求婚，于是造成了纷争，两家在郑严祖家门争吵，郑氏最终嫁给了卢元明，李神俊非常惆怅。
崔㥄经常以门第而自负，对卢元明说：“天下望族，只有我和你罢了，有博陵崔氏和赵郡李氏什么事！”崔暹听说后怀恨在心。
卢元明堂兄卢道虔第三位夫人元氏非常聪明颖悟，经常居于上座讲习《老子》，卢元明隔着纱帐来听讲。

## 家庭

### 父母
- 卢昶，北魏散骑常侍、镇西将军、雍州刺史
- 荥阳郑氏，北魏中书令、秘书监、荥阳侯、使持节、都督兖州诸军事、安东将军、兖州刺史、南阳文公郑羲第三女

### 兄弟姐妹
- 卢元聿，北魏太尉司马、光禄大夫
- 卢元缉，北魏辅国将军、司徒司马
- 卢元隆
- 卢元德
- 卢氏，嫁北魏征南法曹参军李子羽

### 夫人
- 陇西李氏，北魏抚军将军、秦州刺史李彦之女[10]
- 荥阳郑氏，北魏平南将军、秘书监郑道昭之女